# Orestiada
 Ikke at forveksle med Orestiadasøen.
Orestiada (græsk: Ορεστιάδα, tidligere Νέα Ὀρεστιάς , Nea Orestiás ), er den nordøstligste, nordligste og nyeste by i Grækenland og den næststørste by i den regionale enhed Evros i periferien Østmakedonien og Thrakien. Den blev grundlagt af græske flygtninge fra Adrianopel efter Lausanne-traktaten, da befolkningsudvekslingen fandt sted mellem Tyrkiet og Grækenland, hvor floden Evros blev den nye grænse mellem de to lande. Befolkningen er omkring 20.000.

## Historie
Det gamle Orestiada lå i det nuværende Tyrkiet, på den modsatte side af floden fra den nuværende by Kastanies. I oldtiden var der en lille bosættelse på dette sted, som legender hævder blev grundlagt af Orestes, søn af Agamemnon og Clytemnestra.
I 1920, efter befrielsen af Thrakien, blev byen omdøbt til Orestiada og overdraget Grækenland sammen med hele Vestthrakien og det meste af Østthrakien under Sevres-traktaten. Efter den græsk-tyrkiske krig (1919-1922) og Mudanyas våbenstilstand (oktober 1922) overgav de vestlige styrker Østthrakien til Tyrkiet, og den græske hær blev beordret til at trække sig tilbage inden for 15 dage til stillinger øst for Evros. Som et resultat blev Adrianopel (omdøbt Edirne), som ligger øst for Evros, tyrkisk, men Karagatch, der ligger vest for Evros, forblev i Grækenland. Da det Østthrakien blev evakueret af dets græske befolkning, flygtede adskillige indbyggere i Edirne til dets naboforstad, Karagatch. På Lausanne-konferencen lykkedes det dog ikke den britiske repræsentant for udenrigsminister Curzon, den franske premierminister Poincaré, den italienske premierminister Mussolini og USA's højkommissær, admiral Mark L. Bristol, at nå frem til et kompromis med Ismet Pasha, chefforhandleren. for Tyrkiet. Det blev vanskeliggjort efter protester fra tyrkerne og yderligere hindret af admiral Bristols eksplicitte støtte til tyrkiske bestræbelser.
Som kompensation til den nye tyrkiske republik blev Grækenland bedt om at betale 4 milliarder guldfranc (halvdelen af omkostningerne til den græske militær- og handelsflåde), for at forlade det økumeniske patriarkat fra Konstantinopel og afholde en folkeafstemning i Vestthrakien for at afgøre dets fremtid. Den franske general Mauritius Pelley argumenterede i maj 1923, som reaktion på den græsk premierminister Eleftherios Venizelos: "Da Grækenland ikke kan betale, bør den gamle Orestiada (Karagatch) gives til tyrkerne." Hans forslag blev accepteret. Karagatch, med landsbyerne Bosna og Demerdes, blev overført til tyrkisk kontrol sammen med det strategiske Karagatch-banegård, som på det tidspunkt også betjente Edirne. De 17.000 græske indbyggere i Karagatch-trekanten fik kendskab til denne indrømmelse den 27. maj 1923. Opgivelsen af den gamle Orestiada begyndte i juli 1923, da befolkningen flyttede over Evros-floden (også Meriç (tyrkisk) og Maritsa (bulgarsk)) den nye grænse. 15. september 1923, var omkring 1500 års græsk-ortodoks historie ved at være slut. Den 4. juni 1923 rejste en komité, som først var blevet dannet dagen før ved et fælles møde mellem indbyggerne i det gamle Orestiada, 17 kilometer sydpå, til det ubeboede landområde Kum-Tsiflik for at se mulighederne for en evt. ny bebyggelse. Den 12. august 1923 blev den nye by kaldet Nea Orestias (Nea: Ny) og senere Ny Orestiada indviet for at minde den gamle Orestiada, Karagatch. Indvielsen af den nye by fandt sted i august 1923.

## Geografi
Orestiada ligger på sletten ved floden Evros, 40 meter over havets overflade. Den ligger kun 6 km vest for bredden af Evros, som danner en naturlig grænse mellem Grækenland og Tyrkiet. Byen ligger 17 km nord for Didymoteicho, 19 km syd for Edirne, 28 km sydøst for den græsk-tyrkisk- bulgarske trelandsgrænse, 40 km sydøst for Svilengrad, 91 km nordøst for Alexandroupoli og 212 km vest for Istanbul.

## Kommunen
Kommunen Orestiada blev dannet ved kommunalreformen i 2011 ved sammenlægning af følgende 4 tidligere kommuner, der blev til kommunale enheder: 
- Kyprinos
- Orestiada
- Trigono
- Vyssa

Kommunen har et areal på 955,6 km2, den kommunale enhed 256,9 km2.

## Provins
Provinsen Orestiada ( græsk: Επαρχία Ορεστιάδας) var en af provinserne i Evros-præfekturet. Den havde samme område som den nuværende kommune. Den blev nedlagt i 2006.